# Anatole von Hügel
Anatole von Hügel (Firenze, 29 settembre 1854 – Cambridge, 15 agosto 1928) è stato un antropologo e scrittore austriaco naturalizzato inglese.

## Biografia
Figlio del diplomatico austriaco Carl Alexander von Hügel e della scozzese Elizabeth Farquharson, Anatole nacque a Firenze dove suo padre era ministro plenipotenziario. Suo fratello maggiore fu il noto teologo Friedrich von Hügel.
La sua famiglia si trasferì in Inghilterra nel 1867 dopo il ritiro di suo padre dalla carriera diplomatica, e pertanto Anatole studiò allo Stonyhurst College dove si appassionò all'antropologia sulla scia dei viaggi in oriente compiuti da suo padre nella prima metà dell'Ottocento. Dal 1874 al 1878 si dedicò al collezionismo di esemplari di storia naturale in Australia, Nuova Zelanda, Figi, Samoa e Giava. Nelle Figi riuscì a divenire una vera e propria autorità per aver portato a conoscenza dell'Europa per primo le radici della cultura figiana ed aver esplorato tra i primi l'entroterra di Viti Levu prima della colonizzazione britannica.
Nel 1880 sposò Eliza Margaret Froude, figlia di William Froude, e nel 1883 divenne il primo curatore del Museo di archeologia e antropologia dell'università di Cambridge, rimanendo in carica sino al 1921. Nel 1889 venne ammesso al Trinity College e ricevette una laurea honoris causa in antropologia. Hügel fu fondatore e primo presidente (1895-1922) dell'Associazione Cattolica dell'Università di Cambridge e fu co-fondatore del St Edmund's College, di Cambridge con Henry Fitzalan-Howard, XV duca di Norfolk. Quando morì, il 20 agosto 1928, venne sepolto nel cimitero di Cambridge. L'università ancora oggi lo ricorda con un cenotafio in omaggio.
Hügel, a livello privato, pubblicò una biografia di suo padre nel 1903.